# زبر و زرنگ‌ها!
زبر و زرنگ‌ها! (انگلیسی: Hot Shots!) فیلمی در ژانر نقیضه به کارگردانی جیم آبراهامز است که در سال ۱۹۹۱ منتشر شد.

## بازیگران
- چارلی شین
- کری الویس
- والریا گولینو
- لوید بریجز
- جان کرایر
- کوین دان
- بیل اروین
- افرم زیمبالیست جونیور
- بروس ای یونگ
- چارلز بارکلی
- کریستی سوانسون
- مارک شیمن
- رایان استایلز
- ویلیام اولیری
- هایدی سوئدبرگ
- دان لیک